# Tetanolita mutatalis
Tetanolita mutatalis là một loài bướm đêm thuộc họ Noctuidae. Nó được tìm thấy ở Puerto Rico, Bahamas, Jamaica và Cuba.